# Język fachowy
Język fachowy, język specjalistyczny, technolekt – odmiana języka używana przez specjalistów zawodowo zajmujących się daną dziedziną. Obejmuje zbiór elementów leksykalnych i stylów używanych do konstruowania tekstów wyspecjalizowanych, tworząc tym samym pewną nadbudowę języka ludzkiego.
Języki wyspecjalizowane opierają się na języku powszechnym i ściśle z nim współdziałają. Cechą charakterystyczną języka fachowego jest stosowanie wyrazów obcych oraz terminologii technicznej, służącej precyzyjnemu opisowi rzeczywistości zawodowej. Słownictwo obecne w języku fachowym może być niespotykane poza konkretną dyscypliną lub pojedyncze słowa mogą przybierać w nim inne znaczenie niż w kontekście popularnym. Język fachowy cechuje się również uproszczeniami morfologicznymi, mającymi na celu uczynienie przekazu bardziej efektywnym i jednoznacznym. Ma on ponadto charakter hermetyczny, gdyż jego zastosowanie jest ograniczone do hermetycznego grona specjalistów.